# Gemeinderatswahlen in Niederösterreich 2020
Die Gemeinderatswahlen in Niederösterreich 2020 fanden am 26. Jänner 2020 in 567 der 573 niederösterreichischen Gemeinden statt. Gleichzeitig fand auch die vorgezogene Landtagswahl im Burgenland 2020 statt.

## Wahlordnung
Die niederösterreichische Wahlordnung gibt an, dass Staatsbürger von Österreich und Staatsangehörige von Mitgliedstaaten der Europäischen Union mit dem Hauptwohnsitz in der entsprechenden Gemeinde, ab dem Alter von 16 Jahren aktiv und ab dem Alter von 18 passiv bei der Gemeinderatswahl wahlberechtigt sind.
In Niederösterreich werden Bürgermeister nicht direkt gewählt. Das passive Wahlrecht für die durch den Gemeinderat gewählten Positionen des Gemeindevorstand (bzw. Stadtrat; bestehend aus Bürgermeister, Vizebürgermeister und geschäftsführende Gemeinderäte, bzw. Stadträte), erstreckt sich nicht auf Staatsangehörige von Mitgliedstaaten der Europäischen Union.

## Geschichte
Die Statutarstädte St. Pölten, Krems an der Donau und Waidhofen an der Ybbs hatten andere Termine. In Stockerau (Bezirk Korneuburg), Wolkersdorf im Weinviertel und Pillichsdorf (beide Bezirk Mistelbach) waren erst am 24. März 2019 gewählt worden. Dass dort nicht neu gewählt wird, regelte die niederösterreichische Gemeinderatswahlordnung für den Fall, wenn innerhalb von zwölf Monaten vor den allgemeinen Kommunalwahlen neu gewählt worden ist.
Der Wahltermin am 26. Jänner 2020 wurde von drei Klubobleuten der Landtagsparteien Klaus Schneeberger (ÖVP), Reinhard Hundsmüller (SPÖ) und Udo Landbauer (FPÖ) der Öffentlichkeit am 10. September 2019 mitgeteilt.
Wahlberechtigt waren 1.459.072 Bürger, 38.455 Personen weniger als 2015 auch weil die Wählerregister um nicht integrierte Zweitwohnsitzer bereinigt wurden. Eine Besonderheit in NÖ ist die Gültigkeit auch nichtamtlicher Stimmzettel, die typisch von Parteien an potenzielle Wähler schon vor der Wahl ausgegeben werden.
Gewählt wurde in 567 Gemeinden, nur die ÖVP trat – mit 570 (mitunter auch nur nahestehenden) Listen – in allen Gemeinden an; die SPÖ mit 546 Listen in 545 Gemeinden. Die FPÖ kandidierte 365-mal, Grüne 126- und NEOS 37-mal. Außerdem gab es 207 unabhängige Listen.
Mit 9 standen in Amstetten die meisten Listen zur Auswahl, darunter 2 FPÖ-Abspaltungen. Originelle Abkürzungen gab es von ALFA (Alternative für Amstetten) bis ZZ (Zillingdorf zuerst).
Die ursprünglich für den 26. April 2020 geplante Wiederholung der Wahlgänge in Perchtoldsdorf, Alland und Schrattenberg wurde aufgrund der COVID-19-Pandemie auf den 7. Juni 2020 verschoben. In Ebreichsdorf kam es zur Wiederholung in einem Sprengel. In Schwarzau am Steinfeld wurde im September 2020 nochmals gewählt, nachdem alle SPÖ-Abgeordneten ihre Mandate zurückgelegt hatten. In Alland und Schrattenberg kam die Volkspartei wie bereits im Jänner auf 13 Sitze. Die teilweise Wiederholung in Ebreichsdorf brachte der SPÖ einen Mandatsgewinn. In Perchtoldsdorf verlor die ÖVP gegenüber dem annullierten Jänner-Wahlgang ein Mandat.
Der Verfassungsgerichtshof gab in seiner Juni-Session einer Anfechtung des Urnengangs in Kottingbrunn statt, die Gemeinderatswahl muss dort wiederholt werden. Die Anfechtungen der Wahlen in Marchegg und Langenrohr wurden für unbegründet befunden, jene des Urnengangs in Litschau zurückgewiesen. Neben Schwarzau am Steinfeld fanden im September 2020 auch in Hochwolkersdorf und Kottingbrunn Neuwahlen statt, in den drei Gemeinden erreichte die ÖVP jeweils die absolute Mehrheit.

## Ergebnisse

### Vorläufiges Landesergebnis
| Partei              | GRW 2020  | GRW 2020 | GRW 2020 | GRW 2020 |           | GRW 2015 | GRW 2015 | GRW 2015 |       | Differenz | Differenz | Differenz |
| Partei              | Stimmen   | %        | Mandate  | %        | Stimmen   | %        | Mandate  | Stimmen  | %     | Mandate   |           |           |
| ------------------- | --------- | -------- | -------- | -------- | --------- | -------- | -------- | -------- | ----- | --------- | --------- | --------- |
| wahlberechtigt      | 1.480.968 | —        | —        | —        | 1.519.489 | —        | —        | −38.558  | —     | —         |           |           |
|                     |           |          |          |          |           |          |          |          |       |           |           |           |
| abgegeben gesamt    | 972.570   | 65,67    | 11.725   | —        | 1.000.156 | 65,83    | 11.725   | −27.695  | −0,16 | ±0        |           |           |
| ungültig            | 016.159   | 01,66    | —        | —        | 022.891   | 02,29    | —        | −06.732  | —     | —         |           |           |
| gültig              | 956.411   | 98,34    | —        | —        | 977.374   | 97,71    | —        | −20.963  | +0,63 | —         |           |           |
| davon entfielen auf |           |          |          |          |           |          |          |          |       |           |           |           |
| ÖVP und Listen      | 503.957   | 52,69    | 7.000    | 59,69    | 491.211   | 50,26    | 6.692    | +12.764  | +2,43 | +308      |           |           |
| SPÖ und Listen      | 265.529   | 27,76    | 3.130    | 26,70    | 303.054   | 31,01    | 3.478    | −37.525  | −3,25 | −348      |           |           |
| FPÖ und Listen      | 055.566   | 05,81    | 0486     | 04,14    | 075.580   | 7,76     | 0672     | −20.284  | −1,95 | −186      |           |           |
| GRÜNE und Listen    | 056.445   | 05,90    | 0406     | 03,47    | 043.934   | 4,50     | 0309     | +12.511  | +1,40 | +098      |           |           |
| NEOS und Listen     | 012.064   | 01,26    | 0058     | 00,50    | 8.661     | 0,89     | 36       | +03.403  | +0,37 | +022      |           |           |
| sonstige Listen     | 062.832   | 06,57    | 0645     | 05,50    | 054.664   | 5,59     | 0538     | +08.168  | +0,98 | +107      |           |           |

### Abschneiden der Listen
ÖVP und Listen
- Höchster Prozentanteil: 100 % (in acht Gemeinden)
- Niedrigster Prozentanteil: 3,49 % (in Zillingdorf)
- Höchster Gewinn: +47,15 % (in Furth an der Triesting)
- Höchster Verlust: −31,02 % (in Höflein)

SPÖ und Listen
- Höchster Prozentanteil: 85,14 % (in Ebenfurth)
- Niedrigster Prozentanteil: 3,65 % (in Furth an der Triesting)
- Höchster Gewinn: +25,88 % (in Höflein)
- Höchster Verlust: −40,97 % (in Marchegg)

FPÖ und Listen
- Höchster Prozentanteil: 28,64 % (in Bad Großpertholz)
- Niedrigster Prozentanteil: 1,30 % (in Fischamend)
- Höchster Gewinn: +19,51 % (in Bad Großpertholz)
- Höchster Verlust: −32,95 % (in Blindenmarkt)

Grüne und Listen
- Höchster Prozentanteil: 29,36 % (in Marchegg)
- Niedrigster Prozentanteil: 2,15 % (in Leopoldsdorf im Marchfelde)
- Höchster Gewinn: +29,36 % (in Marchegg)
- Höchster Verlust: −16,38 % (in Biberbach)

NEOS und Listen
- Höchster Prozentanteil: 16,99 % (in Michelbach)
- Niedrigster Prozentanteil: 2,03 % (in Stockerau)
- Höchster Gewinn: +10,38 % (in Bisamberg)
- Höchster Verlust: −6,28 % (in Pressbaum)